# Nightwing (DC Comics)
Nightwing (en español: Ala Nocturna) es un superhéroe ficticio que aparece en los cómics estadounidenses publicados por DC Comics. El personaje ha aparecido en varias encarnaciones; la identidad fue adoptada por Dick Grayson cuando se reinventó a sí mismo después de su papel como el compañero justiciero de Batman, Robin.
Aunque Nightwing se asocia comúnmente con Batman, el título y el concepto tienen orígenes en las historias clásicas de Superman. El Nightwing original en DC Comics fue una identidad asumida por el superhéroe alienígena Superman cuando se quedó varado en la ciudad kryptoniana de Kandor con su amigo Jimmy Olsen. Inspirándose en Batman y Robin, los dos protegen a Kandor como los superhéroes Nightwing y Flamebird. Tras el reinicio de la continuidad de Crisis on Infinite Earths en 1985, Nightwing fue re-imaginado como un legendario justiciero de Krypton cuya historia inspira la elección del nombre de Dick Grayson cuando deja atrás su identidad de Robin.
Otras historias ambientadas entre la familia de personajes de Batman han visto a conocidos y amigos de Richard John "Dick" Grayson asumir brevemente el título, incluido su compañero exalumno de Robin, Jason Todd. Mientras tanto, las historias de Superman han visto al hijo adoptivo de Superman Chris Kent y Power Girl tomar el nombre por breves turnos como Nightwing. Varios otros personajes también han tomado el nombre en historias ambientadas fuera de la continuidad principal de DC.
En 2013, Nightwing ocupó el quinto lugar en el Top 25 de héroes de DC Comics de IGN y Grayson como Nightwing fue clasificado como el personaje masculino más sexy en cómics por ComicsAlliance en 2013.

## Biografía ficticia

### Era Pre-Crisis
Nightwing se representa por primera vez en la historia "Superman en Kandor" en Superman # 158 (enero de 1963). Es un alias utilizado por Superman en las historias pre-Crisis. La historia se desarrolla en Kandor, una ciudad kryptoniana que Brainiac redujo y conservó en una botella. En Kandor, Superman no tiene superpoderes y está marcado como un forajido debido a un malentendido.
Para disfrazarse, Superman y Jimmy Olsen crean identidades de justicieros inspiradas en Batman y Robin. Debido a que ni los murciélagos ni los petirrojos vivían en Krypton, Superman elige los nombres de dos pájaros, propiedad de su amigo Kandoriano Nor-Kan: Nightwing para él mismo y Flamebird para Jimmy. Nightwing y Flamebird renombran el laboratorio subterráneo de Nor-Kan como "Nightcave" y lo utilizan como su cuartel general secreto. También convierten el automóvil de Nor-Kan en su "Nightmobile" y usan "cinturones de jet" para volar a la batalla.
En Jimmy Olsen # 69 (junio de 1963), "El dúo dinámico de Kandor" presenta al perro de Nightwing, Nighthound. En "La pelea entre Batman y Superman" en World's Finest # 143 (agosto de 1964), Batman y Robin visitan a Kandor con Superman y Olsen y los dos dúos dinámicos se unen.

#### Van-Zee
En The Superman Family # 183 (mayo / junio de 1977), el aspecto similar de Superman, primo segundo Van-Zee y el marido de su sobrina Ak-Var ocupan las identidades de Nightwing y Flamebird. Los vigilantes se enfrentan al crimen en su ciudad como lo hicieron Superman y Olsen antes que ellos.

#### Dick Grayson
Nightwing y Flamebird se unen a Batman y Robin para una aventura en Kandor que resulta importante para el joven Dick Grayson. Cuando Dick renuncia a su papel de Robin en 1984, recuerda la aventura de Kandorian y se cambia el nombre de Nightwing, en homenaje tanto a Batman como a Superman. Después de los eventos de Crisis on Infinite Earths reiniciando el Universo DC, Superman ya no tiene conocimiento de Kandor; en cambio, recuerda a Nightwing como una leyenda urbana de Krypton, que comparte con un joven Dick Grayson.

### Post-Crisis

#### Figura mitológica kryptoniana
Después de la crisis, hay un creador diferente de la identidad de Nightwing. Varios cientos de años antes del nacimiento de Kal-El, hubo un hombre kryptoniano que fue expulsado de su familia y decidió asumir el crimen como el vigilante Nightwing. Cuando Superman le cuenta a Dick Grayson de esta historia, Dick toma el nombre por sí mismo.

#### Dick Grayson
Dick Grayson se convirtió en Nightwing después de que lo despidieran del papel de Robin cuando era adolescente. Flamebird de Grayson era Bette Kane. Apareció en una serie de Nightwing de 1995 a 2009; después de la aparente muerte de Wayne, Grayson se convirtió en el nuevo Batman, y posteriormente retiró temporalmente su manto de Nightwing.
El traje Nightwing de Grayson era un traje de alta tecnología especialmente diseñado para su estilo acrobático de alto vuelo. Cada uno de sus guanteletes y botas contenía ocho compartimentos en los que podía almacenar artículos. Tenían una función de autodestrucción incorporada, similar a las del cinturón de herramientas de Batman y, como otra medida de seguridad, el traje contenía una carga Taser de un solo uso, que automáticamente emitía una descarga eléctrica de alto voltaje cuando alguien intentó manipular las botas o los guanteletes.
Las secciones de cada guantelete podrían contener una amplia gama de equipos, como perdigones sónicos o de humo, batarangs modificados ("Wing-Dings"), cápsulas de gas knockout, trazadores arrojables y un lanzador de dardos con punta sedante. El guantelete derecho también estaba equipado con una pistola paralizante de 100.000 voltios. Al igual que los guanteletes, los compartimentos de sus botas podrían llevar equipo vital como bengalas, un respirador como protección contra cualquier toxina que no sea de contacto en el aire, una mini computadora equipada con fax, módem, GPS y una unidad regrabable en minidisco. Otros artículos fueron ganzúas, un botiquín de primeros auxilios, un mini teléfono celular, puños flexibles, surtido de antitoxinas, dispositivos de escucha inalámbricos y una pequeña linterna. Después de llegar a Nueva York, Dick agregó un cinturón de herramientas negro a su disfraz, eliminando la necesidad de sus botas y guanteletes.
Sostenidos en bolsas con resorte en la parte posterior de su disfraz, Dick llevaba un par de garrotes de eskrima hechos de un polímero irrompible que se usaban como armas tanto ofensivas como defensivas. Algunas representaciones muestran estas herramientas con el mecanismo para disparar un gancho de agarre unido a una línea de swing, mientras que, en otros casos, pueden actuar como "pistolas de línea" similares a las que usa Batman. Grayson también podría lanzar los garrotes con tal habilidad (y posiblemente debido a su diseño) que rebotarían en las paredes y los objetos para golpear múltiples objetivos y luego regresarían a sus manos. Estos clubes también tienen la capacidad de estar vinculados entre sí y de crecer en tamaño para formar un equipo, como se muestra en muchas series, como Teen Titans y Young Justice. (Robin usa estas armas).

#### Superman
En 2001 Superman: The Man of Steel # 111, Superman y Lois Lane viajan a una versión de Krypton que luego se reveló que fue creada por el villano Brainiac 13 y basada en el período favorito de Jor-El en la historia de Krypton. Etiquetados como criminales, Superman y Lois se convierten en fugitivos, adoptando las identidades Nightwing y Flamebird para sobrevivir, al igual que Superman y Olsen en Superman # 158.

#### Tad Ryerstad
En Blüdhaven, un sociópata llamado Tad Ryerstad se convierte en un superhéroe, inspirado por el héroe retirado Tarántula. Toma su nombre, "Nite-Wing", de un deli que abre toda la noche y se especializa en alitas de pollo. Inestable, Nite-Wing golpea a la gente por delitos menores. Nite-Wing recibe un disparo en su primera salida nocturna y Dick Grayson, como Nightwing, el protector de Blüdhaven, lo defiende de la pandilla de Blockbuster, que cree que es Nightwing quien ha resultado herido. Después de que Nite-Wing es dado de alta del hospital, mata a la pandilla que lo puso allí. Sin darse cuenta de lo violento que es Ryerstad, Grayson acepta entrenarlo. Los dos atacan la organización de Blockbuster, pero son capturados y separados. Después de que un agente encubierto del FBI libera a Nite-Wing, Ryerstad lo golpea hasta matarlo, y cuando Grayson se da cuenta de lo que ha hecho, Ryerstad huye. Nightwing posteriormente rastrea y hace arrestar a Nite-Wing por la policía. En prisión, Ryerstad es compañero de celda de Torque (Dudley Soames), pero los dos escapan drogando al guardia de la prisión Amígdala.

#### Jason Todd
Nightwing #118-122 cuenta con Jason Todd merodeando por las calles de la ciudad de Nueva York bajo el disfraz de Nightwing, copiando el disfraz de Grayson.

#### Cheyenne Freemont
La historia de "Un año después" presenta a una diseñadora de moda metahumana llamada Cheyenne Freemont que se pone un disfraz de Nightwing modificado para ayudar a Grayson.
Cheyenne conoció a Dick cuando tuvieron una aventura de una noche juntos. Solo intercambiaron nombres a la mañana siguiente, Cheyenne afirmó que es supersticiosa. Los dos desayunaron juntos y luego se fue. Cuando se fue, otro hombre entró en su apartamento. La agredió por arreglar su "plomería" en su bata de baño. Ella lo golpeó con una explosión telequinética.
Dick descubrió que Cheyenne era diseñadora de moda gracias a un amigo suyo de Bludhaven. Se encontró con Dick nuevamente después de que accidentalmente se convirtiera en modelo para ella. Después de ver recortes de periódicos de Nightwing (Jason Todd), comenzó a crear diseños con temas de superhéroes. Cheyenne usó un disfraz de Nightwing para ayudar a Dick y Jason de un monstruo metahumano llamado Jakob. Se la comió, pero ella usó sus poderes para volarlo desde adentro. Debido a los acontecimientos recientes, se quedó sin dinero y pronto abandonó la ciudad de Nueva York.

#### Power Girl
En Supergirl # 6, Power Girl y Supergirl asumen las identidades de Nightwing y Flamebird en una historia ambientada en Kandor, al igual que en las historias originales anteriores a la crisis con Superman.

#### Chris Kent
Chris Kent, hijo del General Zod, fue Nightwing durante Superman: New Krypton. En esa historia, Superman estaba llegando a un acuerdo con la muerte de su padre adoptivo; también estaba lidiando con 100,000 kryptonianos que ahora vivían en la Tierra, que había liberado de las ciudades embotelladas en la nave de Brainiac (la misma nave que contenía la ciudad kryptoniana perdida de Kandor). Al final del cuarto número del arco, un nuevo Nightwing y Flamebird aparecen en la Fortaleza de la Soledad de Superman para evitar que dos de los seguidores de Zod (que vivían en Kandor) liberen al General Kryptoniano de su prisión de la Zona Fantasma. Mientras protegen el proyector para evitar que los leales a Zod lo liberen de la Zona Fantasma, tanto Flamebird como Nightwing exhiben poderes que no son inherentes a los kryptonianos normales. Flamebird proyecta llamas de sus manos, y Nightwing usa "telequinesis táctil natural".
La pareja parece ser más fuerte que los kryptonianos normales: noquean a los dos leales a Zod con un golpe cada uno. En una aparición posterior, el dúo se ve en Gotham City. A diferencia de las representaciones anteriores, parece que Flamebird se cree la compañera dominante. Cuando los kryptonianos liderados por Zod y Alura huyen a un nuevo Krypton que orbita el Sol, Nightwing y Flamebird se quedan en Gotham. En Action Comics # 875, Nightwing se revela como el hijo de Zod y Ursa, Chris Kent. Se revela que la identidad de "Nightwing" se basa en una criatura mítica kryptoniana, cuya existencia está entrelazada con la de su bestia compañera, Flamebird. Dentro de la Zona Fantasma, la mente de Chris interactuó con una pieza de tecnología de Brainiac, despertando una conexión latente con el Nightwing y vinculando su mente con la de Thara Ak-Var, que tenía una conexión con Flamebird.

## Versiones alternativas
- Terry McGinnis se ilumina brevemente como Nightwing en Batman Beyond # 4, después de que el detective Ben Singleton afirma conocer el pasado de Dick Grayson como Nightwing, que se convierte en un fiasco mediático.

## Otros usos en DC Comics
- En la serie DC Comics Tangent Comics, "Nightwing" es una organización gubernamental secreta que aparece a lo largo de la serie. Encabezado por Marcus Moore y Francis "Black Lightning" Powell, quienes actúan para proteger a los Estados Unidos y también esconden la verdadera naturaleza de la participación de Átomo en la Crisis de los Misiles Cubanos.

## Serie en curso

### Arcos de la historia
Basado en la creciente popularidad de Nightwing, DC Comics decidió probar las posibilidades del personaje con un libro de una sola vez y luego una miniserie.
Primero, en Nightwing: Alfred's Return # 1 (1995), Grayson viaja a Inglaterra para encontrar a Alfred, quien renuncia al servicio de Bruce Wayne luego de los eventos de KnightSaga. Antes de regresar juntos a Gotham City, impiden un complot de terroristas británicos para destruir el "Túnel del Canal de la Mancha" submarino en el Canal de la Mancha.
Más tarde, con la miniserie de Nightwing (de septiembre de 1995 a diciembre de 1995, escrita por Dennis O'Neil con Greg Land como artista), Dick considera brevemente retirarse de Nightwing para siempre antes de que los documentos familiares descubiertos por Alfred revelen un posible vínculo entre el asesinato de los Voladores Graysons y el Príncipe Heredero de Kravia. Viajando a Kravia, Nightwing (con su tercer disfraz) ayuda a derrocar al líder asesino de Kravia y a prevenir una limpieza étnica, mientras descubre la verdadera conexión de sus padres con el Príncipe.

#### Blüdhaven
En 1996, tras el éxito de la miniserie, DC Comics lanzó una serie individual mensual con Nightwing (escrita por Chuck Dixon, con arte de Scott McDaniel), en la que patrulla el vecino municipio de Blüdhaven en Gotham.
A petición de Batman, Dick viaja a esta antigua ciudad ballenera convertida en centro industrial para investigar una serie de asesinatos relacionados con el gánster Máscara Negra de Gotham City. En cambio, encuentra una ciudad asolada por la corrupción policial y en las garras del crimen organizado consolidado por Roland Desmond, el gigantesco genio Blockbuster.
Con una ciudad indefensa para llamar suya, Nightwing decide permanecer en Blüdhaven hasta que el cartel de Blockbuster se rompa. Esto le permite estar lo suficientemente cerca de Gotham para seguir siendo parte de la Familia Batman, y lo suficientemente lejos también para tener su propia ciudad, aventuras y enemigos. Él acepta un trabajo como cantinero para mantener su oído en el suelo y trabajó en estrecha colaboración con Oracle (Barbara Gordon) en un esfuerzo por limpiar la ciudad. Blockbuster coloca un contrato considerable en la cabeza de Nightwing poco después, mientras que Grayson recurre al inescrupuloso inspector de policía de Blüdhaven, Dudley Soames, para obtener información sobre los tratos del capo. También durante su tiempo en Blüdhaven, Nightwing ayuda a entrenar a un luchador callejero violento pero entusiasta llamado Nite-wing, que luego mata a un agente encubierto del FBI.

#### Last Laughy matando al Joker
Cuando su médico le dice al Joker que se está muriendo, desata el jugo del Joker sobre los presos en Slab, provocando una fuga. Al final del arco, Nightwing es responsable de matar al Joker en contra de los deseos de Batman y Oracle. Nightwing se deprime y Oracle intenta sacarlo de allí. Poco después, Batman logra revivir al Joker. 

#### Líder de la Liga
Algún tiempo después de que termine "No Man's Land", la JLA desaparece en una misión para localizar a Aquaman y Atlantis (La Era de la Obsidiana). Antes de que desaparezcan, Batman instiga un plan de contingencia, en el que un puñado de héroes se reunirían para crear un nuevo JLA, que consistiría en Nightwing, Green Arrow, Átomo, Hawkgirl, Mayor Disaster, Faith, Firestorm y Jason Blood. Nightwing es elegido para ser líder hasta que se encuentre el JLA original, liderando al grupo contra la poderosa hechicera atlante Gamemnae y ayudando a revivir a Aquaman para pedir su ayuda para hundir Atlantis, pero posteriormente regresa a la lista de reserva.

#### Día de Graduación
Durante varios años, Nightwing lidera varias encarnaciones de los Titanes y se convierte en el antiguo compañero más respetado del Universo DC. Sin embargo, en el crossover Titans / Young Justice: Graduation Day, un androide rebelde de Superman mata a Lilith y Troia, un evento que destroza tanto a Young Justice como a los Titanes. En el funeral de Troia, Dick declara que está cansado de ver morir a sus amigos y disuelve el equipo, acabando oficialmente con los Titanes. Unos meses más tarde, Arsenal persuade a Nightwing para unirse a un nuevo equipo proactivo de lucha contra el crimen: los Forasteros, que cazarían villanos, actuando como compañeros de trabajo en lugar de como una familia extendida. El acepta de mala gana.

#### Muerte de Blockbuster
Dick juega un papel clave en exponer la corrupción en el Departamento de Policía de Blüdhaven. A pesar de alcanzar sus objetivos originales, Dick continúa como oficial de policía durante el día mientras pasa las noches como Nightwing, empujándose al límite y forzando sus relaciones. La línea entre su trabajo policial y su vigilantismo comenzó a desdibujarse, y finalmente Amy Rohrbach (su amiga y oficial superior, que conocía su identidad secreta) lo despide en lugar de dejarlo continuar usando métodos cuestionables.
Culpando injustamente a Nightwing por la muerte de su madre, el jefe de la mafia Blockbuster bombardea el complejo de apartamentos de Dick Grayson y promete matar a cualquiera en la vida de Dick. Cuando llega la justiciera Tarántula, Nightwing elige no detenerla cuando mata al villano a tiros. Entra en un estado catatónico después de esta acción, y Tarántula aprovecha su trauma emocional para violarlo. Por fin, Nightwing se sacude de su depresión y asume la responsabilidad de su inacción. Captura a Tarántula y la entrega a ella y a él mismo a la policía. Amy, sin embargo, siente que el mundo necesita Nightwing libre y, por lo tanto, evita que lo carguen.
Dick ha destruido la corrupción policial y eliminado la mayor parte del crimen organizado de esta ciudad, pero su papel en la muerte de Blockbuster sigue siendo una fuente de tremenda culpa para él. Se retira de la lucha contra el crimen, con Tim Drake y Cassandra Cain como sus reemplazos.
Grayson se muda a Nueva York, donde trabaja en estrecha colaboración con los Forasteros. Sin embargo, después de que "insiders" amenazan tanto a los Outsiders como a la nueva encarnación de los Jóvenes Titanes, Nightwing se da cuenta de que el equipo se ha vuelto "demasiado personal" y se retira.

#### Crisis infinitay 52
Debido a una crisis de conciencia, Dick adopta el nuevo personaje villano de Renegade para infiltrarse en la Sociedad Secreta de Supervillanos de Lex Luthor. Esta artimaña incluye a Nightwing alineándose con su enemigo Deathstroke desde hace mucho tiempo para rastrear la fabricación y distribución del suero de veneno de Bane y vigilar las actividades de la Sociedad en Gotham y Blüdhaven. También comienza a entrenar (y convertir sutilmente) a la hija de Deathstroke, Ravager.
Deathstroke se venga de Nightwing cuando Blüdhaven es destruido por la Sociedad. La Sociedad arroja al súper villano Chemo a la ciudad, matando a 100.000 personas. Dick intenta rescatar a los sobrevivientes, pero se ve afectado por el envenenamiento por radiación; solo para ser rescatado por Batman. Nightwing confiesa que dejó morir a Blockbuster y le pide a Batman que lo perdone. Batman le dice que su perdón no importa; Dick tiene que ir más allá de la muerte de Blockbuster. Inspirado por su mentor, le propone matrimonio a Barbara Gordon, quien acepta su propuesta con un beso.
Batman luego confía en Nightwing para alertar a otros héroes sobre el peligro que representa la Crisis. Dick vuela a la Torre de los Titanes, pero debido al caos resultante del desastre de Blüdhaven, el ataque de OMAC y otros eventos relacionados con la crisis, el único héroe que responde a su llamada es Conner Kent. Juntos, localizan y atacan la torre de Alexander Luthor, el centro de la Crisis, solo para ser repelidos por Superboy Prime. Prime está listo para matar a Nightwing cuando Conner interviene, sacrificándose para destruir la torre, poniendo fin a la destrucción del Universo.
Durante la Batalla de Metrópolis, Nightwing sufre una herida casi fatal de Alexander Luthor cuando intenta salvar la vida de Batman. Originalmente, los editores de DC tenían la intención de matar a Dick Grayson en Infinite Crisis como reveló Newsarama desde el Panel de DC en WizardWorld Philiadelphia:

Se explicó nuevamente que Nightwing originalmente tenía la intención de morir en Infinite Crisis, y que se puede ver el arco que se suponía que terminaría con su trágica muerte en la serie. Después de largas discusiones, finalmente se revocó el edicto de muerte, pero se tomó la decisión de que, si lo iban a quedar con él, habría que cambiarlo. El siguiente arco de la serie en curso explicará más los cambios, se dijo.

Salvado por la Sociedad de la Justicia, Nightwing se recupera con Barbara a su lado. Tan pronto como pueda caminar de nuevo, Batman le pide que se una a él y a Robin para volver sobre el viaje original de Bruce para convertirse en el Caballero de la Noche. Mientras Nightwing duda, debido a su compromiso con Barbara, ella lo anima a ir y le devuelve su anillo de compromiso para que pueda tomar una decisión honesta por sí mismo. Bárbara siente que es importante que se redescubra a sí mismo y, hasta que lo haga, no estarán preparados para casarse. Se separan en buenos términos, aunque antes de irse, Dick le deja un sobre que contiene una fotografía de ellos como Robin y Batgirl, junto con el anillo de compromiso en una cadena y una nota que promete que volverá con ella algún día.
Poco después de que termina su viaje con Batman y Robin, Nightwing regresa a Gotham, siguiendo el rastro de Intergang. Trabaja con la nueva Batwoman y Renée Montoya para evitar que Intergang destruya Gotham, apagando docenas de dispositivos que escupen fuego esparcidos por la ciudad.

#### "Un año después"
Dick Grayson regresa a la ciudad de Nueva York (su anterior base de operaciones con los Jóvenes Titanes) para descubrir quién se ha hecho pasar por Nightwing. El impostor asesino resulta ser el ex Robin, Jason Todd. Grayson lidera a los Outsiders una vez más, operando encubierto y globalmente.
Nightwing sigue a un ladrón blindado llamado Raptor, de quien sospecha es responsable de una serie de asesinatos. Más tarde, el propio Raptor es asesinado de una manera similar a las otras víctimas por un asesino a sueldo invisible, que procede a enterrar vivo a Grayson. Nightwing se libera, preguntándose la relación entre su experiencia y una voz misteriosa que le dice que "se supone que está muerto". Nightwing tiene problemas para encontrar cosas que lo mantengan ocupado durante el día debido al yeso en su brazo derecho. Incapacitado por sus heridas, intenta sin suerte encontrar trabajo y continúa investigando al misterioso asesino.
En un momento dado, Dick acepta asistir a una fiesta para Bruce y su relación parece florecer. Bruce elogia a Dick por su éxito en el caso Raptor, y también menciona investigar el edificio Landman que albergaba a ex científicos de Lexcorp; muy probablemente los que trabajaron en el proyecto Raptor. Dick también continúa manteniendo una estrecha relación fraternal con Tim Drake y ayuda a Tim a lidiar con sus muchas pérdidas durante el último año.
Después de lidiar con el problema de Raptor, Nueva York está plagada de un dúo de villanos llamado Bride y Groom. Nightwing comienza a perseguir a estos dos después de algunos horribles asesinatos, incluido el de la familia Lorens (amigos cercanos suyos después del incidente de Raptor). Dick empezó a obsesionarse con encontrarlos, sin saber hasta dónde estaba dispuesto a llegar para acabar con ellos. Finalmente, formó un equipo improvisado con algunos "villanos" para encontrarlos. Los localizaron, y después de matar a algunos de su "equipo", Nightwing los persiguió hasta una cueva, donde Bride comenzó un derrumbe y los dos quedan atrapados allí.
Nightwing, junto con un grupo de ex Titanes, son convocados nuevamente por Raven para ayudar al grupo actual de Teen Titans a luchar contra Deathstroke, que estaba apuntando al último equipo para atrapar a sus hijos, Ravager y Jericho resucitado. Nightwing y los otros ex Titanes continúan trabajando con el equipo actual poco después de la batalla con Deathstroke para investigar el reciente asesinato de Duela Dent.
Cuando los Forasteros fueron atacados por Checkmate, Nightwing acepta que su equipo trabajará con la organización, siempre y cuando sus acciones en África no se utilicen en su contra en el futuro. Sin embargo, la misión no sale tan bien como se esperaba, lo que hace que Nightwing, la Reina Negra y el Capitán Boomerang sean capturados por Chang Tzu. Más tarde, Batman es llamado por Mister Terrific, quien luego rescata a Nightwing y los demás. Posteriormente, Nightwing le admite a Batman que, si bien acepta que es un líder excelente, no es apto para liderar un equipo como los Forasteros y le ofrece la posición de liderazgo a Batman.
Batman acepta el puesto; sin embargo, siente que el equipo necesita ser rehecho para poder cumplir con el tipo de misiones que él se propone emprender. Como tal, tiene una serie de pruebas para el equipo. La primera audición involucra a Nightwing y al Capitán Boomerang, quienes son enviados a una estación espacial bajo el ataque de Chemo. Durante la misión, estalla una confrontación entre Nightwing y Boomerang, quien se ha cansado de luchar por la redención de personas como Batman y Nightwing. Después de recibir una paliza de Nightwing, logra lanzarlo a un transbordador que se dirige a la Tierra y abandona el equipo. Posteriormente, Nightwing se enfrenta furiosamente a Batman. Batman no niega sus acciones y afirma que este es el tipo de cosas con las que los nuevos forasteros tendrán que lidiar. Ante esto, Nightwing renuncia completamente a los Forasteros, lo que Batman siente que es mejor, juzgando a Nightwing demasiado bueno para ese tipo de vida.
Para ayudarse a sí mismo a recuperar un sentido de propósito, Nightwing optó por quedarse en la ciudad de Nueva York nuevamente y desempeñar el papel de protector de la ciudad. Asume un trabajo como conservador de museo; y utiliza el museo como su nueva base de operaciones. Durante su breve tiempo allí, Dick se encuentra una vez más confrontado con Dos-Caras, quien hace años libró la mayor derrota de Dick. Esta vez, sin embargo, Dick derrota a Dos-Caras.

#### "Titans Return"
Nightwing se une a un nuevo equipo de Titanes, con la misma lista de los Nuevos Jóvenes Titanes, para evitar que un descendiente de Trigon, que aún no ha sido nombrado, promulgue su venganza sobre Raven y los Titanes, de cada generación. Nightwing una vez más lidera el equipo, y logran evitar que los hijos de Trigon logren su primer intento de destrucción global y nuevamente unos días después.
Tras la derrota de los hijos de Trigon, Jericho se acerca a los Titanes, quien se había quedado atascado en el cuerpo de Match, el clon de Superboy. Los Titanes lograron liberar a Jericho, pero se encontraron nuevamente en problemas, debido al hecho de que la mente de Jericho se había fragmentado debido a todos los cuerpos que había poseído en el pasado. Dividido entre el mal y el bien, Jericho posee el cuerpo de Nightwing para evitar ser capturado. Durante este tiempo, Jericho obliga a Nightwing a revivir todos sus mayores dolores. Poco después, llegó la JLA, con la intención de acoger a Jericho. Desafortunadamente, no lograron detenerlo.
Después de esto, Nightwing decide dejar el equipo nuevamente, debido a los eventos de la historia de "Batman R.I.P.", y debido a la aparente muerte de Batman, Nightwing siente que su atención debería estar mejor dirigida a proteger Gotham City.

#### "Batman R.I.P." y "Battle for the Cowl"
Como precursor de "Batman R.I.P.", en la Comic Con de Nueva York 2008, DC Comics regaló pines con Nightwing, Jason Todd y Hush con las palabras "Soy Batman" debajo de ellos. Durante la historia, Nightwing es emboscado por el Club Internacional de Villanos. Más tarde se lo ve en Arkham Asylum, echando espuma por la boca y presuntamente drogado, que el personal cree que es Pierrot Lunaire, un miembro del Club. Programado para una lobotomía experimental por el propio Arkham, se salva porque el ICoV se apoderó del Asilo, queriendo usarlo a él y a Jezebel Jet, la prometida de Bruce en ese momento, como cebo.
Como se revela que la captura de Jezabel es una pista falsa, debido a que ella es parte del Guante Negro, la lobotomía de Nightwing aún está pendiente, pero logra escapar superando a Le Bossu y uniéndose a la refriega entre la Familia Batman, el Club Internacional de Heroes y el propio Black Glove. Mientras se ve obligado a presenciar cómo Batman arrastra el helicóptero de Simon Hurt y aparentemente muere en una explosión de fuego con su enemigo, se le muestra sosteniendo la capa de Batman, descartada durante la pelea.
Tras los eventos de la aparente muerte de Batman durante Crisis final, Nightwing cerró su tienda en Nueva York para regresar a Gotham. Ha optado por renunciar a tener un trabajo normal y, en cambio, tiene la intención de poner todo su esfuerzo en proteger la ciudad. Después de su regreso, se enfrenta a Dos-Caras y Ra's al Ghul, demostrando a dos de los mayores enemigos de su mentor que es igual a Batman después de que los derrotó. También se encuentra con la tarea de criar al hijo biológico de Bruce, Damian, con Alfred.
Durante los eventos de Battle for the Cowl, se dice que Nightwing se volvió inaccesible y menos emocional. Es visto por las vitrinas del Bati-traje, todavía lamentando la pérdida de Batman. Se dice que Nightwing se resiste a la idea de que alguien necesita tomar el manto de Batman, a pesar de los argumentos de Robin y Alfred Pennyworth de que es necesario. Más tarde se revela que no tiene objeciones a convertirse en el nuevo Batman, pero se le ordenó que no lo hiciera en el mensaje pregrabado de Bruce para él, diciendo que Nightwing y Robin podrían llevar la antorcha.
Robin luego le informa a Grayson que alguien se hace pasar por Batman, usando armas similares a las suyas. Nightwing más tarde se ve obligado a rescatar a Damian después de que Killer Croc y Hiedra Venenosa lo embosquen. Sin embargo, el planeador de Nightwing es derribado y los dos se ven obligados a estrellarse contra un rascacielos. Para darle tiempo a Damian para escapar, Nightwing se ofrece al escuadrón de asalto que los persigue. Está a punto de recibir un disparo cuando el imitador de Batman lo rescata en una lluvia de disparos.
Esto finalmente lleva a Dick a enfrentarse a Jason Todd, que se ha hecho pasar por Batman. Después de una larga batalla entre los dos, Jason rechaza la ayuda de Dick, mientras se aferra a una repisa que sobresale sobre la bahía de Gotham, Jason se deja caer al agua. Después de regresar a la cueva, Dick asume la identidad de Batman, con Damian como el nuevo Robin.

#### The New 52
En septiembre de 2011, The New 52 reinició la continuidad de DC. En esta nueva línea de tiempo, el traje de Grayson cambió el color del "símbolo Nightwing" de azul a rojo, y el emblema rodó sobre los hombros, en lugar de viajar por el brazo hasta los dedos medio y anular. El disfraz también cambió de un aspecto de mono ceñido a un traje blindado de cuerpo completo, con guanteletes con púas como los de Batman en lugar de simplemente guantes largos. Dick, junto con todos los demás miembros de la Familia Batman, era unos años más joven que las encarnaciones anteriores. A pesar de tener poco más de veinte años en lugar de veinticinco años, estaba un poco más bajo que en su marco anterior al relanzamiento. A partir del número 19 hubo un cambio en el traje.
Después de los eventos de Flashpoint como parte de The New 52, Nightwing se relanzó con el número 1. Grayson retoma el papel de Nightwing tras el regreso de Bruce Wayne. La nueva serie, escrita por Kyle Higgins, comienza con Grayson regresando a Gotham, cuando Haly's Circus llega a la ciudad. A través de una serie de eventos, Grayson hereda el circo y trabaja en luchas internas con su pasado mientras investiga los secretos que el circo ha traído.
Durante los eventos de Death of the Family, un crossover de la familia Batman, el Joker apunta al circo Haly. Como resultado, el circo se incendia y los miembros del circo se van. Dick se siente deprimido y perdido como resultado de esto y la muerte de Damian Wayne, el nuevo Robin, y no sabe qué hacer con su vida. Sin embargo, cuando Sonia Branch le revela que cree que su padre, Tony Zucco, está vivo y vive en Chicago, Dick toma la decisión de acabar con él. Por lo tanto, en 2013, Nightwing se trasladó a Chicago para cazar a Tony Zucco y también acabar con el Bromista, un nuevo pirata informático supervillano en Chicago.
Como parte de la historia de Forever Evil, la identidad de Nightwing se revela en todos los dispositivos electrónicos del mundo cuando Superwoman se quita la máscara. Nightwing fue capturado antes cuando llevó a Zsasz al Arkham Asylum y confunde a Owlman con Batman, lo que lleva a Owlman a noquear a Grayson. Actualmente, Grayson está cautivo del Sindicato del Crimen. Owlman planea pedirle a Grayson que se una a ellos para llenar el lugar de Tierra-3, Richard Grayson, quien era el compañero de Owlman, Talon, que murió cuando el Joker justiciero de Tierra-3 lo mató y puso las partes de su cuerpo en cajas para que Owlman las encontrara.
Durante su cautiverio, Nightwing es encarcelado en una unidad de contención construida para contener Doomsday, con su corazón monitoreado para detonar una bomba en caso de que intente escapar. La alianza de Batman, Lex Luthor, Catwoman, Capitán Frío, Bizarro, Sinestro, Black Manta y Black Adam irrumpen en la Watchtower caída para liberarlo, pero también para sabotear el Sindicato. Cuando se detectan, la bomba se activa para detonar en minutos. Batman intenta liberar a Nightwing, pero Luthor, creyendo que no hay tiempo, incapacita a Batman y Catwoman antes de asfixiar a Grayson hasta que sus signos vitales disminuyen y parece muerto. La bomba está desactivada. Un Batman enfurecido comienza a brutalizar a Luthor, mientras que Luthor intenta decirle que aún puede haber tiempo para revivir a Dick antes de que se vaya para siempre, y así lo hacen. Sin embargo, con su identidad secreta comprometida, renuncia a la personalidad de Nightwing y Batman lo persuade de fingir su muerte e infiltrarse en la organización Spyral.
El 21 de enero de 2014, DC Comics anunció que la serie terminaría en abril con el número 30. Fue sucedida por Grayson, una serie en solitario que se centra en las hazañas de Dick como agente de Spyral. La serie duró hasta junio de 2016 y fue sucedida por una nueva serie Nightwing con DC Rebirth.

#### DC: Renacimiento
Tras la eliminación del conocimiento sobre su identidad secreta de la mayor parte del mundo en el número final de Grayson. Dick volvió a la identidad de Nightwing en la serie en solitario de la era DC Rebirth, y los colores del traje se cambiaron de nuevo al tradicional negro y azul. Al comienzo de la serie (renacimiento), Nightwing sigue siendo miembro de la Corte de los Búhos (después de Robin War) y realiza misiones alrededor del mundo para la Corte. Le dan un compañero llamado "Raptor" y, al igual que Nightwing, usa un disfraz, pero es mucho más violento que Dick y varias veces Dick tiene que intentar evitar que mate. A lo largo del arco de la historia, Dick debe trabajar como agente encubierto, pero también debe mantener su moral y no matar incluso si la Corte se lo dice. Más adelante en la serie, un evento le hace perder la memoria, lo que lo lleva al cambio de nombre de Ric Grayson y al retiro temporal del alias Nightwing.

### Ediciones recopiladas
La mayor parte de la serie Nightwing original en curso se recopiló en varios libros de bolsillo comerciales mientras se publicaba la serie. A partir de 2014, la serie se reimprimió y las nuevas ediciones incluyeron material que se había omitido de la tirada anterior de libros de bolsillo comerciales. Tanto la serie en curso Nightwing Vol. 3 y Nightwing vol. 4 también se han recopilado en libros de bolsillo comerciales durante su publicación.

#### Volumen 1 y 2 (Post-Crisis)
| Título                                          | Material recolectado                                                                                        | Fecha de publicación                      | ISBN                                      |
| Libros de bolsillo originales comerciales       | Libros de bolsillo originales comerciales                                                                   | Libros de bolsillo originales comerciales | Libros de bolsillo originales comerciales |
| ----------------------------------------------- | --- | ----------------------------------------- | ----------------------------------------- |
| Nightwing: Ties That Bind                       | Nightwing: Alfred's Return #1; Nightwing Vol. 1 #1-4 (miniseries)                                           | Septiembre 1997                           | 978-1-56389-328-5                         |
| Nightwing: A Knight in Blüdhaven                | Nightwing Vol. 2 #1-8                                                                                       | Agosto 1998                               | 978-1-56389-425-1                         |
| Nightwing: Rough Justice                        | Nightwing Vol. 2 #9-18                                                                                      | Septiembre 1999                           | 978-1-56389-523-4                         |
| Nightwing: Love and Bullets                     | Nightwing Vol. 2 #1/2, #19, #21-22, #24-29                                                                  | Abril 2000                                | 978-1-56389-613-2                         |
| Nightwing: A Darker Shade of Justice            | Nightwing Vol. 2 #30-39; Nightwing: Secret Files and Origins (one-shot)                                     | Diciembre 2000                            | 978-1-56389-703-0                         |
| Nightwing: The Hunt for Oracle                  | Nightwing Vol. 2 #41-46; Birds of Prey #20-21                                                               | Enero 2003                                | 978-1-56389-940-9                         |
| Nightwing/Huntress                              | Nightwing/Huntress #1-4 (miniseries)                                                                        | Enero 2004                                | 978-1-4012-0127-2                         |
| Nightwing: Big Guns                             | Nightwing Vol. 2 #47-50; Nightwing: Secret Files and Origins (one-shot); Nightwing 80-Page Giant (one-shot) | Febrero 2004                              | 978-1-4012-0186-9                         |
| Nightwing: On the Razor's Edge                  | Nightwing Vol. 2 #52, #54-60                                                                                | Junio 2005                                | 978-1-4012-0437-2                         |
| Nightwing: Year One                             | Nightwing Vol. 2 #101-106                                                                                   | Agosto 2005                               | 978-1-4012-0435-8                         |
| Nightwing: Mobbed Up                            | Nightwing Vol. 2 #107-111                                                                                   | Marzo 2006                                | 978-1-4012-0907-0                         |
| Nightwing: Renegade                             | Nightwing Vol. 2 #112-117                                                                                   | Noviembre 2006                            | 978-1-4012-0908-7                         |
| Nightwing: Brothers in Blood                    | Nightwing Vol. 2 #118-124                                                                                   | Marzo 2007                                | 978-1-4012-1224-7                         |
| Nightwing: Love and War                         | Nightwing Vol. 2 #125-132                                                                                   | Octubre 2007                              | 978-1-4012-1463-0                         |
| Nightwing: The Lost Year                        | Nightwing Vol. 2 #133-137, Nightwing Vol. 2 Annual #2                                                       | Marzo 2008                                | 978-1-4012-1671-9                         |
| Nightwing: Freefall                             | Nightwing Vol. 2 #140-146                                                                                   | Noviembre 2008                            | 978-1-4012-1965-9                         |
| Nightwing: The Great Leap                       | Nightwing Vol. 2 #147-153                                                                                   | Agosto 2009                               | 978-1-4012-2171-3                         |
| Nueva edición de libros de bolsillo comerciales | |                                           |                                           |
| Nightwing: Old Friends, New Enemies             | Material from Secret Origins Vol. 2 #13; material from Action Comics Weekly #613-618, #627-634              | Agosto 2013                               | 978-1-4012-4044-8                         |
| Nightwing Vol. 1: Blüdhaven                     | Nightwing Vol. 1 #1-4; Nightwing Vol. 2 #1-8                                                                | Diciembre 2014                            | 978-1-4012-5144-4                         |
| Nightwing Vol. 2: Rough Justice                 | Nightwing Vol. 2 #9-18, Nightwing Annual #1                                                                 | Junio 2015                                | 978-1-4012-5533-6                         |
| Nightwing Vol. 3: False Starts                  | Nightwing/Huntress #1-4; Nightwing Vol. 2 #1/2, #19-25                                                      | Enero 2016                                | 978-1-4012-5855-9                         |
| Nightwing Vol. 4: Love and Bullets              | Nightwing Vol. 2 #26-34, #1,000,000; Nightwing Secret Files and Origins #1                                  | Abril 2016                                | 978-1-4012-6087-3                         |
| Nightwing Vol. 5: The Hunt for Oracle           | Nightwing Vol. 2 #35-46; Birds of Prey #20-21                                                               | Noviembre 2016                            | 978-1-4012-6502-1                         |
| Nightwing Vol. 6: To Serve And Protect          | Nightwing Vol. 2 #47-53; Nightwing 80-Page Giant #1                                                         | Julio 2017                                | 978-1-4012-7081-0                         |
| Nightwing Vol. 7: Shrike                        | Nightwing Vol. 2 #54-60; Nightwing: Our Worlds At War #1; Nightwing: Targets #1                             | Febrero 2018                              | 978-1-4012-7756-7                         |
| Nightwing Vol. 8: Lethal Force                  | Nightwing Vol. 2 #61-70                                                                                     | Noviembre 2018                            | 978-1-4012-8505-0                         |
| Nightwing: Supercop                             | Nightwing Vol. 2 #71-83                                                                                     | Febrero 2021                              | 978-1-4012-9575-2                         |
| Nightwing by Peter Tomasi                       | Nightwing Vol. 2 #140-153                                                                                   | Enero 2020                                | 978-1-4012-9171-6                         |

#### Volumen 3 (The New 52)
| #                 | Título              | Material recolectado                                                       | Fecha de publicación | ISBN              |
| Libro de bolsillo | Libro de bolsillo   | Libro de bolsillo                                                          | Libro de bolsillo    | Libro de bolsillo |
| ----------------- | ------------------- | -------------------------------------------------------------------------- | -------------------- | ----------------- |
| 1                 | Traps and Trapezes  | Nightwing Vol. 3 #1-7                                                      | Octubre 2012         | 978-1-4012-3705-9 |
| 2                 | Night of the Owls   | Nightwing Vol. 3 #0, #8-12                                                 | Julio 2013           | 978-1-4012-4027-1 |
| 3                 | Death of the Family | Nightwing Vol. 3 #13-18; Batman (vol. 2) #17, and part of Young Romance #1 | Diciembre 2013       | 978-1-4012-4413-2 |
| 4                 | Second City         | Nightwing Vol. 3 #19-24                                                    | Julio 2014           | 978-1-4012-4630-3 |
| 5                 | Setting Son         | Nightwing Vol. 3 #25-30, Annual #1                                         | Diciembre 2014       | 978-1-4012-5011-9 |

#### Volumen 4 (DC Rebirth y post-Rebirth)
| #                 | Título              | Material recolectado                                  | Fecha de publicación | ISBN              |
| Libro de bolsillo | Libro de bolsillo   | Libro de bolsillo                                     | Libro de bolsillo    | Libro de bolsillo |
| ----------------- | ------------------- | ----------------------------------------------------- | -------------------- | ----------------- |
| 1                 | Better Than Batman  | Nightwing: Rebirth #1 and Nightwing Vol. 4 #1-4, #7-8 | Enero 2017           | 978-1401268039    |
| 2                 | Back to Blüdhaven   | Nightwing Vol. 4 #9-15                                | Junio 2017           | 978-1401270858    |
| 3                 | Nightwing Must Die  | Nightwing Vol. 4 #16-21                               | Septiembre 2017      | 978-1401273767    |
| 4                 | Blockbuster         | Nightwing Vol. 4 #22-28                               | Enero 2018           | 978-1401275334    |
| 5                 | Raptor's Revenge    | Nightwing Vol. 4 #30-34                               | Mayo 2018            | 978-1401278816    |
| 6                 | The Untouchable     | Nightwing Vol. 4 #35-43                               | Septiembre 2018      | 978-1401287573    |
| 7                 | The Bleeding Edge   | Nightwing Vol. 4 #44-49, Annual #1                    | Enero 2019           | 978-1401285593    |
|                   | Knight Terrors      | Nightwing Vol. 4 #50-56                               | Junio 2019           | 978-1401291280    |
|                   | Burnback            | Nightwing Vol. 4 #57-62                               | Noviembre 2019       | 978-1401294588    |
| 1                 | The Gray Son Legacy | Nightwing Vol. 4 #63-69, Annual #2                    | Mayo 2020            | 978-1779500212    |
| Tapa dura         |                     |                                                       |                      |                   |
| 1                 | 1                   | Nightwing: Rebirth #1 and Nightwing Vol. 4 #1-15      | Octubre 2017         | 978-1401273750    |
| 2                 | 2                   | Nightwing Vol. 4 #16-29                               | Mayo 2018            | 978-1401278922    |
| 3                 | 3                   | Nightwing Vol. 4 #29-43                               | Enero 2019           | 978-1401285678    |

One-shots de prestigio
- Nightwing: The Target
- Batman/Nightwing: Bloodborne

La mayoría de los números 71-100 de Nightwing Vol. 2 aún no se han compilado en ninguna edición recopilada.
Además de las ediciones recopiladas dedicadas de Nightwing, muchos números de la serie en curso de Nightwing también se han incluido en otras ediciones recopiladas como parte de los crossovers.
Otras ediciones recopiladas
- Batman: Cataclysm (Nightwing Vol. 2 #19-20)[26]
- Batman: New Gotham, Vol. 2: Officer Down (Nightwing Vol. 2 #53)[27]
- Batman: Bruce Wayne: Murderer? (Nightwing Vol. 2 #65-66)[28]
- Batman: Bruce Wayne: Fugitive Vol. 1 (Nightwing Vol. 2 #68-69)[29]
- Batman: Bruce Wayne: Murderer? (Nueva Edición) (Nightwing Vol. 2 #65-66, 68-69)[30]
- Batman War Games Book 1 (Moderna Edición) (Nightwing Vol. 2 #96)[31]
- Batman War Games Book 2 (Moderna Edición) (Nightwing Vol. 2 #97-98)[32]
- Batman: The Resurrection of Ra's al Ghul (Nightwing Vol. 2 #138-139)[33]
- Batman: Night of the Owls (Nightwing Vol. 3 #8-9)
- The Joker: Death of the Family (Nightwing Vol. 3 #15-16)
- Batman: Night of the Monster Men (Nightwing Vol. 4 #5-6)
- Dark Nights: Metal: The Resistance (Nightwing Vol. 4 #29)

## En otros medios

### Televisión
- Nightwing aparece en Las nuevas aventuras de Batman, con la voz de Loren Lester. Al final del episodio "Sins of the Father", Dick Grayson debuta cuando comenta que "nadie puede ser un niño maravilla para siempre". En el episodio "You Scratch My Back", Nightwing hace su debut en el episodio completo y encuentra un aliado poco probable en Catwoman para tratar de exponer una operación de contrabando de armas de América del Sur en Gotham City. Este episodio destaca a Nightwing, insinúa su relación con Batgirl (Barbara Gordon) e ilustra su tensa relación con Batman. El episodio también contiene una secuencia: muestra a Nightwing en la sede de su loft y carga en la noche en su motocicleta mientras suena su tema musical, culminando con una toma en la que se encuentra recortado contra la luna. En el episodio "Viejas heridas", Nightwing le explica a Robin (Tim Drake) que luchó con Batman por la naturaleza controladora de este último y lo que el primero vio como un enfoque innecesariamente duro, lo que provocó que Dick abandonara Gotham y regresara años después como Nightwing. Finalmente, se reconcilia parcialmente con su antiguo mentor y trabaja con Batman varias veces durante el transcurso de la serie. Nightwing también aparece en los episodios "Joker's Millions", "Over the Edge", "Animal Act" y "Chemistry".[34]
- En Batman del futuro (ambientado muchos años en el futuro), el uniforme de Nightwing (o al menos una copia) cuelga en la Batcave. En el episodio "Alma perdida", Batman (Terry McGinnis) toma prestada la máscara Nightwing cuando su propio traje de murciélago personal se reprograma con la personalidad de un hombre de negocios muerto. En la película Batman Beyond: Return of the Joker, Batman pregunta si todos los asociados originales de Batman estaban amargados cuando se fueron a lo que Barbara Gordon responde "...busca a Nightwing algún día. Él Tiene historias".
- Nightwing tiene un cameo en el episodio "Grudge Match" de Liga de la Justicia Ilimitada. Cuando Canario Negro entra en Blüdhaven, Nightwing se puede ver en una azotea junto a dos gárgolas.
- Nightwing aparece en el episodio de Teen Titans "How Long is Forever?", con la voz de Scott Menville. Nightwing es la identidad de Robin veinte años en el futuro.
- Nightwing ha aparecido en The Batman, con la voz de Jerry O'Connell. En el episodio "Artefactos", el año 3027 tiene flashbacks del año 2027 que presenta Nightwing. Aunque ha estado activo durante una década como Nightwing, Batman y Oracle todavía lo llaman 'Robin' para su disgusto. En el episodio "La cara de metal de la comedia", Nightwing (con su traje original) aparece como el personaje del videojuego de Dick Grayson en un juego de rol en línea.
- En Batman: The Brave and the Bold, Dick Grayson (con la voz de Crawford Wilson) hace su trascendencia de Robin a Nightwing en el final del episodio "Sidekicks Assemble!" y aparece como Nightwing en episodios posteriores. Su traje se basa en su traje Tales of the Teen Titans # 44.
- Una serie animada de Nightwing estaba en desarrollo antes de ser archivada a favor de Young Justice.[34]
- En Young Justice: Invasion, Dick Grayson (con la voz de Jesse McCartney) de 19 años es visto como Nightwing. Nightwing se ha convertido en el líder del equipo, asigna misiones a sus amigos y, a veces, lucha codo a codo con ellos. Al final de Invasion, deja el equipo. Más adelante en la tercera temporada, Dick Grayson es el líder de los Outsiders.
- Brenton Thwaites interpreta a Dick Grayson en Titanes, donde Grayson es un líder del equipo. En el episodio de la primera temporada "Asylum", Dick quema su traje de Robin, ya no quiere ser Robin, y luego crea la identidad de Nightwing en la temporada 2.[35]
- Una referencia de Nightwing hecha por Lucius Fox en el episodio de Gotham, "They Did What?", cuando menciona el "Proyecto Nightwing" a Bruce Wayne. Entra en juego cuando Bruce y Selina ponen el dispositivo en Bane convocando murciélagos para distraerlo mientras escapan.[36]

### Película

#### Acción en vivo

##### Serie de películas deBatman
En la segunda aparición del personaje dentro de la serie de películas, Batman y Robin, Dick Grayson persigue ser un justiciero por su cuenta y usa el diseño de vestuario de Nightwing. Con Chris O'Donnell repitiendo el papel de la película anterior, el personaje continúa usando su alias de Robin. 

##### Universo extendido de DC
Warner Bros. Pictures está desarrollando una película de acción en vivo de Nightwing centrada en el personaje, ambientada en el Universo extendido de DC, con Bill Dubuque escribiendo el guion y el director de The Lego Batman Movie, Chris McKay, firmado para dirigir la película.
Al discutir por qué le gusta el personaje y firmó para el proyecto, McKay citó la personalidad del showman del personaje y sus antecedentes como animador y expresó su entusiasmo por representar eso en la película. Más tarde declaró que quiere presentar una adaptación completa del personaje, algo que no se ha hecho en interpretaciones de películas anteriores sobre él. McKay continuó afirmando que el enfoque impulsado por el director es la razón por la que ama a Warner Bros. y cómo la franquicia se está diferenciando de otros universos compartidos populares. McKay también confirmó que la película reconocería el pasado del personaje principal a partir del material original, incluido su tiempo como parte de Haly's Circus, y también reafirmó que la película será una película de acción sencilla con un uso mínimo de efectos especiales CGI y un realismo fundamentado.

#### Animación
- Dick Grayson aparece como Nightwing en Batman: Under The Red Hood, con la voz de Neil Patrick Harris. Aparece por primera vez patrullar Gotham junto a Batman, ofreciendo ayuda cuando lo encuentra luchando contra un grupo de contrabandistas. También estuvo presente durante una de las primeras batallas con Red Hood (Jason Todd), donde obtuvo una lesión en su pierna que lo hizo quedar fuera de la batalla final entre Batman y Capucha Roja.
- Nightwing aparece en el Universo de Películas Animadas de DC, con Sean Maher expresando al personaje.
  - En Son of Batman, aparece por primera vez para evitar que Damian Wayne mate al derrotado y gravemente herido Ubu. Después de una batalla prolongada (que ocurre fuera de la pantalla, aunque luego se ven algunos disparos durante los créditos), Nightwing logra someter y atar al niño, aunque termina con una serie de cortes de espada considerables. Al final de la película, pilota el Batwing para rescatar a Batman, Talia y Damian.
  - En Batman vs. Robin, Nightwing regresa para ayudar a entrenar a Damian mientras Batman está ocupado investigando la Corte de los Búhos. Dick está saliendo con Starfire en esta película (como la llamó "Kori", haciendo coincidir la imagen de pelirroja en su teléfono), quien lo llama por teléfono y trata de atraerlo para que vaya a su casa.
  - En Batman: Bad Blood, Nightwing se ve obligado a tomar el lugar de Batman y ponerse su disfraz de repuesto durante el tiempo que está perdido. Más tarde ayuda a Batman a liberarse del condicionamiento por el que Tailia lo hizo pasar. Dada la llamada entre él y Starfire, parecería que Bludhaven ha tenido tantos delitos que no han tenido la oportunidad de tener intimidad en algún tiempo.
  - En Teen Titans: The Judas Contract, Nightwing es el líder del equipo, junto a Starfire. Ayuda a los Titanes a enfrentarse a las amenazas de Hermano Sangre y Deathstroke.
  - En Justice League Dark: Apokolips War, se reveló que Nightwing murió en la batalla contra el ejército de Paradooms de Darkseid, junto con la mayoría de los miembros de los Jóvenes Titanes. Intentando evitar que un Paradoom matara a Robin, fue inmovilizado y empalado en su pecho. Robin logró revivirlo usando los Pozos de Lázaro, pero el progreso también hizo que Nightwing se volviera loco y mentalmente enfermo. Más tarde fue visto al final de la película frente a la Torre de los Titanes destruida, todavía mentalmente inestable, pero con una Starfire robótica consolándolo mientras Flash reiniciaba la línea de tiempo de su mundo arruinado.
- En The Lego Batman Movie, Robin (Dick Grayson) se pone temporalmente un Bati-traje de repuesto en la Batcave, que se llama el traje "Nightwing" (similar al uniforme Nightwing de Superman como un Huevo de Pascua), durante la toma de control de la Mansión Wayne por parte del Joker, mientras que Batman está atrapado en la Zona Fantasma.
- En Batman y Harley Quinn, Nightwing es el personaje principal de esta película, junto con Batman y Harley Quinn. Nightwing ayuda a Batman y Harley Quinn a intentar detener al Floronic Man (el villano de la película) en su plan para convertir a todos los humanos y animales en plantas. Nightwing tiene la voz de Loren Lester (quien repite su papel del Universo animado de DC) y tiene un incipiente romance con Harley Quinn a lo largo de la película.
- Una versión del Japón feudal de Nightwing aparece en Batman Ninja.

### Varios
Barbara Gordon aparece como Nightwing junto a Batman en la historia de Smallville, "Detective" de la serie Smallville: Temporada 11. Este papel originalmente iba a ser ocupado por Stephanie Brown, pero el editorial de DC retiró el permiso para usar el personaje después de que su aparición ya había sido anunciada y solicitada, lo que requería que Gordon la reemplazara. Después de que Barbara es reclutada por Green Lantern Corps como Blue Lantern, le pide a su novio, Dick Grayson, que sea su sucesor como Nightwing y así convertirse en el socio de reemplazo de Batman. A diferencia de las representaciones anteriores, Dick nunca fue pupilo y protegido de Bruce Wayne como Robin, y se hizo referencia a que era un ex acróbata de circo convertido en oficial de policía que trabaja para el Departamento de Policía de Gotham City.

### Videojuegos
- Nightwing (Dick Grayson) aparece en Lego Batman: el videojuego como un personaje jugable, con la voz de James Arnold Taylor.[41]
- Nightwing (Dick Grayson) aparece en Batman: Rise of Sin Tzu como un personaje jugable, con la voz nuevamente de Loren Lester.
- Nightwing (Dick Grayson) aparece en el juego MMORPG DC Universe Online. Ayudará al jugador en una batalla contra Bane si el jugador está usando un personaje de héroe, o atacará al jugador si usa un personaje de villano. Nightwing es también uno de los muchos personajes que se pueden desbloquear para usar en las partidas de PvP Legends.
- Nightwing (Dick Grayson) es un personaje descargable en Batman: Arkham City, con gruñidos vocales proporcionados por Quinton Flynn. Nightwing no tiene relación con la historia, ya que se queda atrás para proteger a la Mansión Wayne mientras Bruce Wayne está encerrado en Arkham City y Robin (Tim Drake) está lidiando con el brote causado por la sangre envenenada del Joker.
- Nightwing (Dick Grayson) es un personaje DLC jugable en Lego Batman 2: DC Super Heroes, con la voz de Cam Clarke.
- Nightwing es un personaje jugable en Infinite Crisis.
- Nightwing aparece como un luchador jugable en Injustice: Dioses entre nosotros, con la voz de Troy Baker (versión principal) y Neal McDonough (contraparte oscura alternativa). Dick Grayson es la versión principal, mientras que Damian Wayne es la contraparte alternativa oscura. En la apertura del modo historia, la versión principal de Nightwing ayuda a Cyborg y Raven a defender la Watchtower de un asalto liderado por Lex Luthor. Cuando Luthor habla de reconstruir Metrópolis, Dick noquea al villano. En la realidad alternativa (donde tiene lugar la mayor parte del juego), la contraparte alternativa oscura de Nightwing es parte del régimen opresivo Superman que está en contra de la insurgencia de Batman. Cuando Nightwing se enfrenta a Batman y Green Arrow, Batman revela que "Nightwing" mató a Dick y en realidad es Damian. Batman odia a Damian y afirma emocionalmente que Dick era su verdadero hijo, pero Damian, por otro lado, parece ver a Superman como una figura paterna y leal a su causa. Después de que el padre derrota a su hijo, Batman le dice a Damian que está muerto para él. En su modo de batalla para un jugador, Damian derrota a Superman y comienza a desafiar a cualquiera que se cruce en su camino. Al ver su capacidad para inspirar miedo, Nightwing es elegido por un anillo de poder amarillo y reclutado en el Sinestro Corps.
- Nightwing (Dick Grayson) aparece como un personaje jugable en Lego Batman 3: Beyond Gotham, con la voz de Josh Keaton.
- Nightwing (Dick Grayson) está disponible como personaje jugable en Batman: Arkham Knight, con la voz de Scott Porter, como parte de la función de "juego dual" del juego. También aparece en la historia principal donde ayuda a Batman a sabotear la operación de contrabando de armas de Pingüino en Gotham. Nightwing protagoniza su propio paquete de historias DLC titulado GCPD Lockdown, ambientado después de los eventos de la historia principal, donde debe evitar que el Pingüino escape del centro de detención de GCPD. También aparece en la misión DLC Season of Infamy que gira en torno a Killer Croc, donde ayuda a Batman a investigar una aeronave de la prisión que se estrelló en Gotham y apresó a Croc.
- La versión de Lego Batman Movie de Nightwing se puede jugar en Lego Dimensions.
- La versión de Damian Wayne de Nightwing regresa en Injustice 2, también con la voz de Scott Porter. Damian usa principalmente su identidad de Robin en el juego, mientras que su personaje de Nightwing aparece como un enemigo no jugable en la historia, aunque Robin puede obtener y equipar su equipo Nightwing. Varios personajes como Batman y Starfire hacen referencia al asesinato de Dick Grayson por Damian, aunque Damian insiste en que su papel en la muerte de Dick Grayson no fue intencional.
- Nightwing "The Aerial Avenger" también está disponible como personaje jugable en DC Legends presentado durante el "Mes de los Titanes".
- Nightwing (Dick Grayson) es un personaje jugable en Lego DC Super-Villains, con la voz de Matthew Mercer.
- Nightwing (Dick Grayson) es uno de los cuatro personajes jugables principales en el videojuego que aborda la era de Gotham Post-Muerte de Batman, Gotham Knights.

### Paseos
Un paseo Nightwing está actualmente en funcionamiento en Six Flags New England.